# وینچنزو پپه
وینچنزو پپه (انگلیسی: Vincenzo Pepe؛ زادهٔ ۴ آوریل ۱۹۸۷) بازیکن فوتبال اهل ایتالیا است.
از باشگاه‌هایی که در آن بازی کرده‌است می‌توان به باشگاه فوتبال مسینا، باشگاه فوتبال پارما، باشگاه فوتبال کرمونزه، باشگاه فوتبال ویرتوس لانچانو، باشگاه فوتبال سالرنیتانا، باشگاه فوتبال ونتزیا، باشگاه فوتبال دلفینو پسکارا، باشگاه فوتبال آولینو، و باشگاه فوتبال پرو ورچلی اشاره کرد.
وی همچنین در تیم‌های ملی فوتبال زیر ۱۶ سال ایتالیا و Italy Lega Pro representative teams بازی کرده‌است.